# Râul Izvorul Zănoaga
Râul Izvorul Zănoaga este unul din cele două brațe care formează Râul Târgului.